# Herbert Wertheim

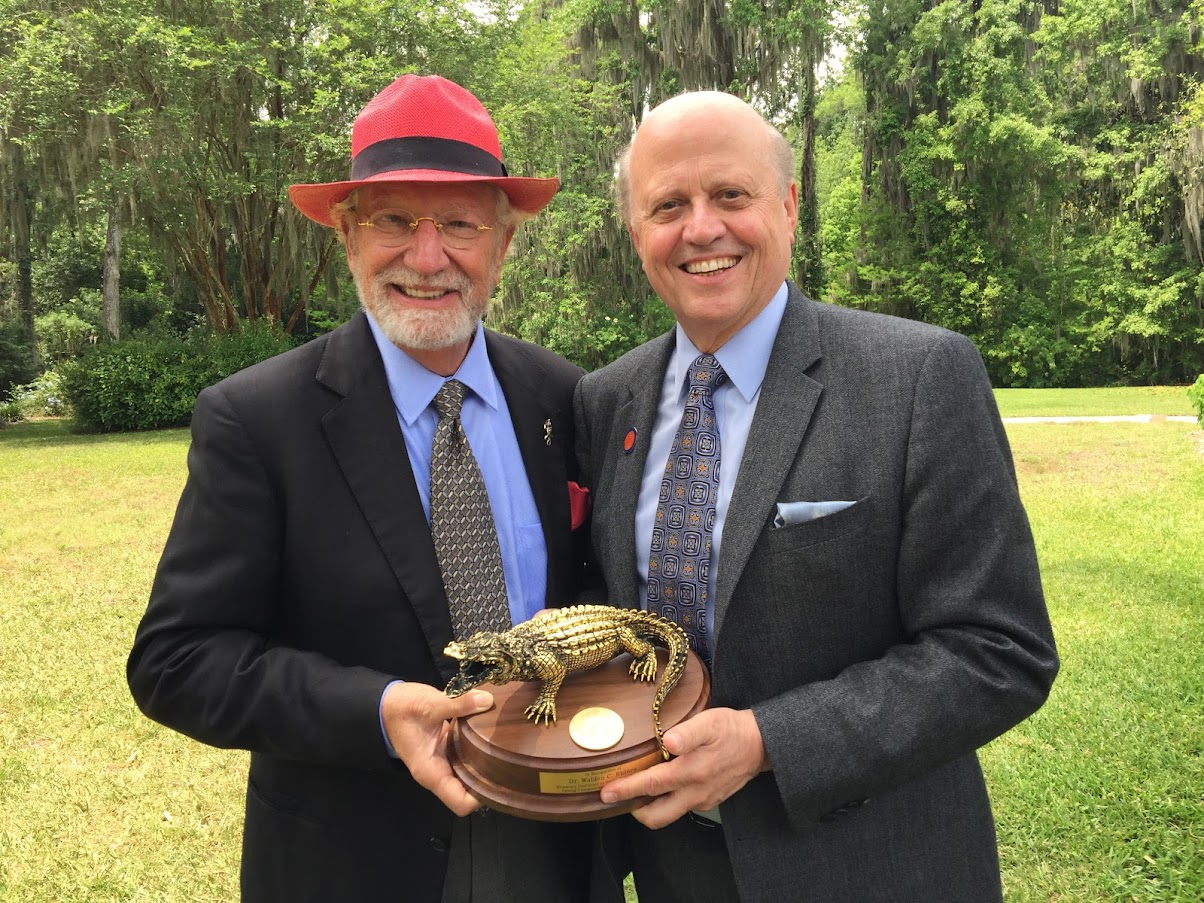
Herbert Wertheim (links mit Hut, 2016)

Herbert Wertheim (* 23. Mai 1939 in Philadelphia) ist ein US-amerikanischer Erfinder, Augenoptiker, Investor und Philanthrop.

## Leben und Wirken
Herbert Wertheim entstammt einer jüdischen Emigrantenfamilie aus Philadelphia und wuchs in schwierigen Verhältnissen mit Armut auf. Wegen seiner Legasthenie wurde er für dumm gehalten und in der Schule diskriminiert. Er schwänzte die Schule, lief von zuhause fort und geriet auf die schiefe Bahn. Als er wegen seines Verhaltens vor Gericht gestellt wurde, ließ man ihm die Wahl, entweder zur U.S. Navy zu gehen oder in einer staatlichen Besserungsanstalt eingesperrt zu werden. Wertheim entschied sich für die Navy, wodurch sein Leben eine entscheidende Wendung nahm.
Bei der Navy erkannte man die besonderen Begabungen von Wertheim und förderte ihn. Seine Begabungen und Interesse an Organisation und Mechanik verfestigte er im Studium von Physik und Chemie und wurde der Marinefliegerei zugeteilt. Nach der Militärzeit kam er zur NASA und bildete sich in Ingenieurwissenschaften weiter. Mit einem Stipendium studierte Wertheim am Southern College of Optometry in Memphis (Tennessee) und erwarb einen Abschluss in optischen Wissenschaften.

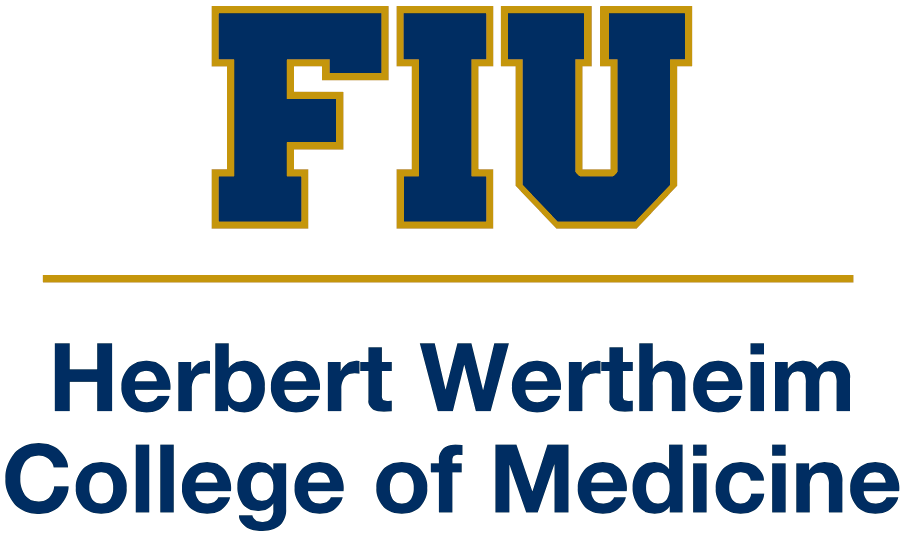
Herbert Wertheim College of Medicine

Er machte sich als Optiker selbstständig und widmete sich nach Feierabend neuen Erfindungen zu UV-Licht-Absorbern für Brillengläser. Er erkannte als Erster, dass Netzhautschäden in Augen unter anderem von UV-Licht verursacht werden können. 1970 gründete er das Unternehmen Brain Power, durch das Tönungen für Brillengläser und optische Geräte für Optiker und Augenärzte hergestellt werden. Wertheim meldete über einhundert Patente zu seinen Erfindungen an. Sein Unternehmen prosperierte. Als Investor engagierte er sich bei Unternehmen wie Apple und Microsoft. Sein Vermögen in den 2020er-Jahren wurde auf rund 4,9 Milliarden US-Dollar geschätzt.
Sein großes Vermögen erlaubt es Wertheim, sich vielfältig philanthropisch zu betätigen. Er engagierte sich vor allem für Bildungseinrichtungen wie zum Beispiel das Herbert Wertheim College of Medicine.